# 애나린 매코드
애나린 매코드(AnnaLynne McCord, 1987년 7월 16일 ~ )는 미국의 배우, 전직 모델이다.

## 출연 작품
- 바이스 시티 (2020)
- 퍼스트 위 테이크 브루클린 (2018)
- 킬러의 보이프렌드 (2017)
- 트래쉬 파이어 (2016)
- 킬러 포토 (2015)
- 더 크리스마스 퍼레이드 (2014)
- 퍼펙트 킬러: 킬러 인 더 다크 (2014)
- 오피서 다운 (2013)
- 스콘드: 잔혹 불륜사 (2013)
- 익시젼 (2012)
- 블러드 아웃 (2011)
- 투 울브스 (2010)
- 건 (2010)
- 파이어드 업! (2009)
- 데이 오브 더 데드 (2008)
- 소녀괴담 : 17살 여고생의 악몽 (2008)
- 아메리칸 헤이레스 (2007)
- 트랜스포터 - 엑스트림 (2005)

### 텔레비전
- 어글리 베티 (2007)
- 닙턱 (2007-09)
- 90210 (2008-13)